# June Fairchild
June Edna Fairchild (nacida June Edna Wilson; 3 de septiembre de 1946 – 17 de febrero de 2015) fue una bailarina y actriz estadounidense. Fairchild protagonizó o coprotagonizó más de una docena de películas antes de que su adicción a las drogas y al alcohol acabara definitivamente con su carrera profesional como actriz.

## Primeros años
Fairchild nació como June Edna Wilson el 3 de septiembre de 1946, en Manhattan Beach, California. Su padre era músico y se especializaba en componer canciones y música góspel. Fairchild se crio en Manhattan Beach y se graduó en 1964 en la Aviation High School de Redondo Beach. Asistió al El Camino College y en abril de 1965 interpretó el papel juvenil de Arturo en la producción universitaria de The Life and Death of King John, de Shakespeare.

## Carrera

### Gazzarri Dancer enHollywood A Go-Go
A mediados de 1965, Fairchild fue contratada como miembro de los Gazzarri Dancers en el espectáculo de variedades sindicado Hollywood A Go-Go tras ser reclutada por el productor ejecutivo del programa, Al Burton. Permaneció en el programa hasta su último episodio, emitido en febrero de 1966.
Mientras participaba en el programa, June Fairchild y su compañera bailarina Mimi Machu crearon el baile Statue, un baile de moda en el que los bailarines adoptan poses estáticas durante uno o dos compases antes de pasar a nuevas poses. El baile se interpretó en varios episodios, incluido el emitido el 6 de noviembre de 1965, en el que Tommy Sands interpretó su disco "The Statue", una canción sobre el baile. El presentador Sam Riddle reconoció en su introducción a Fairchild y Machu como las creadoras del baile Statue, que ya se había extendido a algunos locales de baile públicos.

### Años de éxito

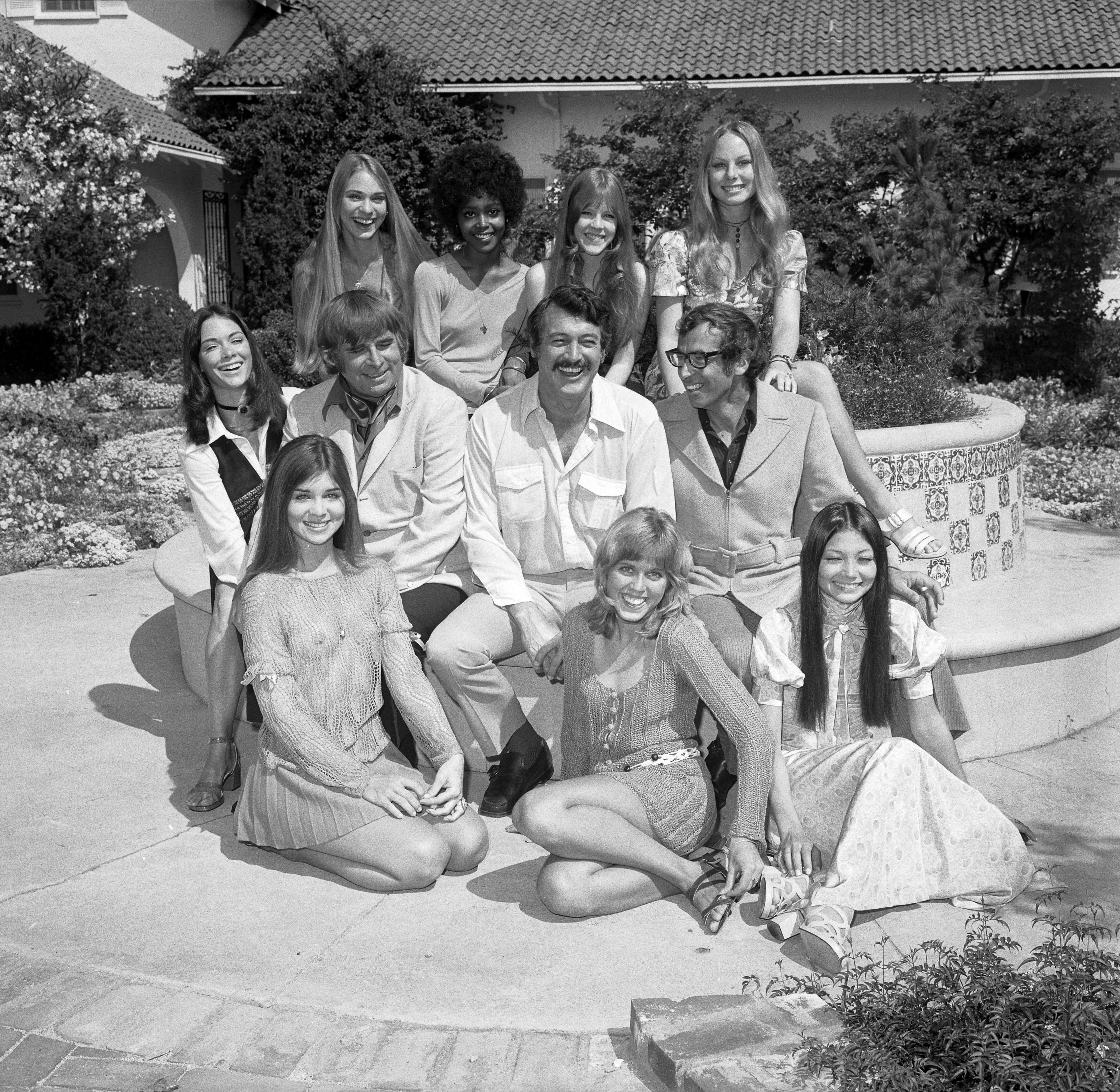
Reparto de Pretty Maids All in a Row (izquierda-derecha): (primera fila) June Fairchild, Joy Bang, Aimee Eccles; (fila central) Joanna Cameron, Gene Roddenberry, Rock Hudson, Roger Vadim; (fila inferior) Brenda Sykes, Diane Sherry, Gretchen Burrell

Durante la década de 1960, Fairchild vivió durante varios años con su entonces novio Danny Hutton, el cantante principal de Three Dog Night. A pesar de algunas discrepancias sobre la veracidad de la afirmación, se le atribuye a Fairchild la idea del nombre de la banda, Three Dog Night.
Fairchild coprotagonizó Head, una película protagonizada por The Monkees, en 1968; Drive, He Said, dirigida por Jack Nicholson; y Pretty Maids All in a Row, dirigida por Roger Vadim, en 1971; en Thunderbolt and Lightfoot, protagonizada por Clint Eastwood y Jeff Bridges, en 1974; y en la película de Cheech & Chong de 1978, Up in Smoke, en la que interpretó a una drogadicta que esnifa detergente en polvo Ajax.

### Declive
En sus últimos años, Fairchild vivió en las calles de Skid Row, Los Ángeles, debido a sus adicciones.
En 2001, un periodista del Los Angeles Times publicó un artículo sobre la carrera pasada de Fairchild en Hollywood y su vida actual en las calles de Los Ángeles. Fairchild vendía periódicos a las puertas de un juzgado de Los Ángeles con el fin de ganar suficiente dinero para pagarse una habitación en un hotel de una sola habitación. El 21 de febrero de 2001, el mismo día en que se publicó su historia en Los Angeles Times, la policía la detuvo en Van Nuys por llevar un recipiente abierto. Un agente de policía la reconoció por la foto del periódico y la detuvo por no haber cumplido los servicios comunitarios que le habían impuesto por una condena anterior por conducir ebria. Fairchild fue condenada a 90 días. En 2002, Fairchild declaró al Los Angeles Times que su condena le había llevado a comprometerse a dejar de beber. Sus amigos dijeron a los periodistas que Fairchild se mantuvo sobria hasta su muerte en 2015.
Pasó los últimos años de su vida viviendo en hoteles de una sola habitación en el centro de Los Ángeles, utilizando sus prestaciones por discapacidad de la Seguridad Social.

## Muerte
Falleció de cáncer de hígado en una residencia de convalecencia en Los Ángeles el 17 de febrero de 2015, a la edad de 68 años. Se había divorciado dos veces.

## Filmografía parcial
- Where Angels Go, Trouble Follows (1968) - June[8]
- Head (1968) - La saltadora
- Pretty Maids All in a Row (1971) - Sonny
- Drive, He Said (1971) - Sylvie[1]
- Summertree (1971) - Chica en el dormitorio
- Top of the Heap (1972) - Lanzadora de globos
- Your Three Minutes Are Up (1973) - Sandi
- Detroit 9000 (1973) - Barbara (sin acreditar)
- Thunderbolt and Lightfoot (1974) - Gloria[1]
- Dirty O'Neil (1974) - Hitchhiker
- The Student Body (1976) - Mitzi
- Sextette (1978) - Mujer reportera
- Up in Smoke (1978) - Ajax Lady[1] (último papel cinematográfico)